# Ramusella alejnicovae
Ramusella alejnicovae är en kvalsterart som först beskrevs av Krivolutsky och Gatilova 1974.  Ramusella alejnicovae ingår i släktet Ramusella och familjen Oppiidae. Inga underarter finns listade i Catalogue of Life.